# Barrio Mar del Plata
Barrio Mar del Plata es una localidad argentina ubicada en el Departamento General Roca de la provincia de Río Negro. Se halla 14 km al Sudoeste del centro de General Roca, de la cual depende administrativamente.

## Población
Contó con 35 habitantes (Indec, 2010), lo que representó un descenso del 14,6% frente a los 41 habitantes (Indec, 2001) del censo anterior.

El censo 2022 registró una población de 46 habitantes que se repartieron entre 28 hombres y 18 mujeres. Sin embargo, las cifras obtenidas fueron estimativas solo teniendo en cuenta a la población en viviendas particulares; es decir, excluyendo del dato a la población institucional y las personas sin hogar. Gracias a este censo también fue posible conocer su densidad y tamaño urbano.
| Evolución demográfica |
|                       |
| INDEC                 |